# Sergej Ivanovič Murav'ëv-Apostol
Sergej Ivanovič Murav'ëv-Apostol in russo Муравьёв-Апостол, Сергей Иванович? (San Pietroburgo, 28 settembre 1795 – San Pietroburgo, 25 luglio 1826) è stato un rivoluzionario russo, figlio di Ivan e fratello di Ippolit e Matvej, e uno dei maggiori esponenti del decabrismo.
Il 2 gennaio 1817 è iniziato in massoneria nella loggia delle "Tre Virtù", della quale fu maestro delle cerimone.
Venne condannato all'impiccagione insieme a Michail Pavlovič Bestužev-Rjumin, Pëtr Grigor'evič Kachovskij, Pavel Ivanovič Pestel' e Kondratij Fëdorivič Ryleev.